# Grimmicola parasiticus
Grimmicola parasiticus — вид грибів, що належить до монотипового роду Grimmicola.